# Wheatfield (Indiana)
Pour les articles homonymes, voir Wheatfield.
Wheatfield est une municipalité américaine située dans le comté de Jasper en Indiana.
Lors du recensement de 2010, sa population est de 853 habitants. La municipalité s'étend sur 0,56 mille carré (1,45 km2).
Wheatfield est fondée en 1858. Elle devient un important centre agricole après le drainage des marais alentour et l'arrivée du Plymouth, Kankakee and Pacific Railway dans les années 1880. Son nom fait référence à ses terres propices à la culture du blé (en anglais : wheat).